# Liste de lance-flammes
Cet article recense les lance-flammes, de toutes les formes du monde entier.

## Portatif
| Nom/ désignation             | Année d'apparition | Pays d'origine           | Remarques |
| ---------------------------- | ------------------ | ------------------------ | --- |
| Lance-flammes SNES n°2       | 1943               | Royaume-Uni              | Le lance-flammes portable, no 2 (surnommé Lifebuoy (bouée de sauvetage) d'après la forme de son réservoir de carburant), également connu sous le nom du Ack Pack, était un lance-flammes britannique pour l'infanterie durant la Seconde Guerre mondiale. Il était une copie proche du Wechselapparat allemand de 1998. |
| Flammenwerfer 35             | 1935               | Reich allemand           | Le FMW 35 était un lance-flammes allemand de l'infanterie pendant la Seconde Guerre mondiale utilisé pour nettoyer les tranchées et les bâtiments. Il s'agissait d'une arme mortelle qui était extrêmement efficace à courte portée. Il avait une portée de 25 m. Cette arme a également été connue sous le nom « voleur de peau », car l'utilisation de cette arme à courte portée entraînait une sévère perte de peau. Le composé liquide dégageait en brûlant des fumées très similaires à des agents lacrymogènes. |
| Flammenwerfer M.16.          | 1916               | Empire allemand          | Le Flammenwerfer M.16. était un lance-flammes utilisé par l'infanterie allemande pendant la Première Guerre mondiale pour la nettoyer les tranchées et tuer les tirailleurs. Il a été utilisé en 1918 dans l'offensive Meuse-Argonne en France contre les forces alliées. Le M.16 Flammenwerfer a été le premier lance-flammes. Les tirailleurs allemands se tenaient habituellement derrière le soldat porteur de lance-flammes. Les lance-flammes tuaient l'infanterie ennemie, en aidant les tirailleurs à avancer |
| Handflammpatrone             | 1976               | Allemagne de l'Ouest     | Le Handflammpatrone DM34 était une arme incendiaire jetable à un coup, en dotation dans les forces armées allemandes de 1965 à 2001. Il tirait un obus de phosphore rouge qui allait exploser au bout de 8 m sur contact dur, ou après 1,3 seconde grâce à une fusée. Le carburant se diffusait sur une zone d'environ 15 m de large et 50 m de long et brûlait à 1300 °C. Portée maximale : 90 m. |
| Kleinflammenwerfer           | 1909               | Empire allemand          | Le premier lance-flammes portatif allemand. Le carburant était stocké dans un grand réservoir cylindrique placé verticalement dans le dos du fantassin. Le gaz propulseur à haute pression était stocké dans un autre récipient, plus petit fixé au réservoir de carburant. Un long tuyau reliait le réservoir de carburant à une lance dotée d'un dispositif d'allumage au niveau de la buse. Le gaz propulseur poussait le carburant vers le tuyau puis vers l'orifice de la buse (à grande vitesse) lorsqu'une soupape était ouverte. Le dispositif d'allumage au niveau de la buse mettait le feu au carburant en même temps qu'il le pulvérisait. Le lance-flammes était mis en œuvre par deux soldats, l'un portant les réservoirs de carburant et du gaz propulseur, un autre maniait la lance. |
| Lance-flammes modèle K       |                    | État polonais clandestin | Le modèle K (en polonais : wzór K) était un lance-flammes portatif porté comme un sac à dos, produit en Pologne occupée durant la Seconde Guerre mondiale pour l'Armée de l'intérieur clandestine. Ce lance-flammes a été utilisé pendant l'insurrection de Varsovie en 1944. |
| LPO-50                       | 1953               | Union soviétique         | Ce lance-flammes de l'armée soviétique avait trois réservoirs de carburant disposés côte à côte et porté comme un sac à dos. Son utilisateur pouvait tirer trois coups, chacun vidait un des réservoirs. Le mécanisme utilisé pour vider le réservoir n’était pas un réservoir de gaz sous pression, mais une cartouche de poudre noire dans chaque cylindre de carburant. Ce type est utilisé dans deux versions, la « lance-flammes d'infanterie légère » (Легкий Пехотный Огнемёт) LPO-50 (ЛПО-50), et le "lance-flammes d'infanterie lourde" (Тяжёлый Пехотный Огнемёт) TPO-70 (ТПО-70), un plus lourd, la version à roues était déclenchée à distance. |
| Lance-flammes M1A1           | 1942               | États-Unis               | Le M1 et le M1A1 étaient des lance-flammes portatifs développés par les États-Unis pendant la Seconde Guerre mondiale. Le M1 pesait 72 livres, avait une portée de 15 mètres, et un réservoir de carburant de 5 gallons. La version amélioré M1A1 pesait moins de 65 livres, une portée supérieure à 45 mètres, avait les mêmes réservoirs de carburant, et tirait du carburant épais (napalm). |
| Lance-flammes M2             | 1941               | États-Unis               | Le lance-flammes M2 (M2-2) était un lance-flammes portatif américain qui a été utilisé durant la Seconde Guerre mondiale. Il était le successeur des lance-flammes M1 et M1A1. |
| M9 flamethrower              |                    | États-Unis               | Le lance-flammes M9 était un lance-flammes portatif américain qui a été utilisé pendant la guerre du Vietnam. Il était plus léger et plus facile à remplir que les lance-flammes type M1 et M2. |
| Lance-flammes ROKS           | 1935               | Union soviétique         | Le ROKS-2 et ROKS-3 étaient des lance-flammes portatifs utilisés par l'URSS durant la Seconde Guerre mondiale. Le RSC-2 a été conçu pour ne pas attirer l'attention, si bien que le réservoir de carburant était de forme carrée et ressemblait à un sac à dos ordinaire, la buse ressemblait elle à un fusil. Le réservoir de propergol était une petite bouteille sous le réservoir sac à dos de carburant. Le ROKS-3 était une conception simplifiée et avait un réservoir de carburant cylindrique classique. La désignation finlandaise pour les RSC-2 capturés était m/41-r. |
| Lance-flammes Type 93 et 100 | 1933               | Empire du Japon          | Les lance-flammes type 93 et type 100 (九三 式 / 一 〇 〇 式 火炎 放射 器, Kyūsan-shiki/Hyaku-shiki kaenhōshaki?) étaient des lance-flammes utilisés par l'armée impériale japonaise et la marine impériale japonaise pendant la Seconde Guerre sino-japonaise et la Seconde Guerre mondiale. |
| Wechselapparat               | 1917               | Empire allemand          | Les Allemands ont introduit une autre conception de petit lance-flammes en 1917 pour remplacer l'ancien Kleif. Le Wechselapparat avait un réservoir de carburant torique avec un réservoir de combustible sphérique au milieu. Cette conception a été mise à jour au cours de la Seconde Guerre mondiale pour devenir le lance-flammes modèle 40. Toutefois, le modèle 40 a été considéré comme trop fragile, il a été rapidement remplacé par le modèle 41, une construction plus simple avec de plus petits réservoirs cylindriques, horizontaux, porté en sac à dos. La forme torique des réservoirs a été copiée par les Britanniques durant la Seconde Guerre mondiale. |

## Statique
| Nom/ désignation       | Année d'apparition | Pays d'origine  | Remarques |
| ---------------------- | ------------------ | --------------- | --- |
| Abwehrflammenwerfer 42 | 1942               | Reich allemand  | L'Abwehrflammenwerfer 42 était un lance-flammes allemand statique défensif, une fougasse incendiaire utilisée au cours de la Seconde Guerre mondiale. La conception a été copiée sur la mine russe FOG-1 qui ont été rencontrés en 1941 lors de l'opération Barbarossa. Ils ont été généralement enterrés à des intervalles de 10 à 30 mètres couvrant des barrages routiers, des plages du débarquement, des quais de port et d'autres obstacles. Ils étaient normalement mélangés avec d'autres mines ou mis en place derrière des barbelés et pouvait être mis à feu par un fil ou d'autres dispositifs.                           |
| Grossflammenwerfer     |                    | Empire allemand | En plus d'unités pouvant être portée par un soldat, les Allemands ont conçu des lance-flammes lourds avant et pendant la Première Guerre mondiale. Le lance-flammes de grande taille (Grossflammenwerfer ou « Grof ») a été conçu pour être utilisé dans les tranchées. Les réservoirs de combustible et de carburant étaient trop volumineux et trop lourds pour que le lance-flammes soit mobile, mais la lance était suffisamment longue pour être amenée à proximité des tranchées ennemies. Les réservoirs de gaz propulseur et de carburant pouvaient être reliés entre eux pour améliorer la portée et la durée d'utilisation. |

## Monté sur véhicule
| Nom/ désignation                           | Année d'apparition | Pays d'origine | Remarques |
| ------------------------------------------ | ------------------ | -------------- | --- |
| Blaster                                    | 1998               | Afrique du Sud | Le Blaster (surnommé le « lance-flammes BMW », d'où la production vidéo) est une invention de 1998 due à l'inventeur sud-africain Fourie Charl pour fournir une défense contre les braquages de véhicules. L'invention est apparue au moment où les taux de criminalité étaient en hausse et où les agressions armées et les détournements de voitures étaient devenus une préoccupation publique grave en Afrique du Sud. Le Blaster est un lance-flammes projetant du gaz de pétrole liquéfié sur les côtés du véhicule sous les portes. Lors de l'approche d'un braqueur, le conducteur pouvait lever les mains, semblant se rendre, et activer une pédale ou un commutateur. De puissantes flammes apparaissaient depuis le dessous des deux portières avant, « neutralisant » l'assaillant. L'inventeur affirme qu'il est peu probable de tuer, mais aurait « certainement rendu aveugle » l'agresseur. En Afrique du Sud, il est légal d'utiliser la force létale en cas de légitime défense si sa vie est menacée, et la détention de lance-flammes est libre. |
| Lance-flammes blindé M132                  | 1962               | États-Unis     | Le M132 est une variante construits transports de troupes blindés M113 et M113A1 américains armés de lance-flammes, développés dans les années 1960. Environ 350 ont été mis en service. Le premier prototype du véhicule a été produit en août 1962, lorsqu'un lance-flammes a été monté sur un M113. Ce prototype a été utilisé dans des situations de combat à quatre reprises cette année-là. |
| Lance-flammes Ronson / Churchill Crocodile | 1940               | Royaume-Uni    | Le système Ronson était un lance-flammes mis au point par les Britanniques pendant la seconde guerre mondiale et utilisé par les marines américains durant cette guerre. Le Churchill Crocodile est une version du char Churchill Mark VII converti en char lance-flammes en remplaçant l'une de ses mitrailleuses par un lance-flammes. Il s'agit de l'un des nombreux Hobart's Funnies. |